# Instituto de Estudios del Hábitat
El Instituto de Estudios del Hábitat (IDEHAB) fue un organismo de la Facultad de Arquitectura y Urbanismo de la Universidad Nacional de La Plata, creado para desarrollar actividades en el campo de la arquitectura.

## Historia
Con el retorno a la vida democrática en la República Argentina en 1984 comienza un proceso de normalización en las universidades públicas del país. La Facultad de Arquitectura y Urbanismo no es ajena a este proceso y durante la gestión interina del Decano normalizador Arq. Jorge Lombardi se discute la creación de un centro de investigación. Entre todas las propuestas se logra un consenso para crear un Instituto y convocar a un concurso nacional a fin de crear Unidades de Investigación. Cada una encabezada por un director y acompañado por un equipo de investigación.
En la séptima reunión ordinaria del Consejo Académico de la FAU UNLP se aprobó el reglamento de funcionamiento del IDEHAB. En la Resolución N° 232 de noviembre de 1986 fueron aceptados los planes de trabajo de las primeras cuatro Unidades de Investigación (UI). En mayo de 1987 se publica el Boletín IDEHAB N° 1 bajo la dirección interina del Arq. Elías Rosenfeld y la secretaría interina de la Arq. Mercedes del Mármol.
Una vez sustanciados los concursos quedan conformadas las unidades de investigación y se inicia el proceso para la conformación de un Consejo Científico que represente a los estamentos de Investigadores, Becarios y Técnicos.
La UI 1 bajo la dirección de los arquitectos Roberto Germani y Enrique Bares ; la UI2 bajo la dirección del Arq. Elías Rosenfeld; la UI 3 a cargo del Arq. Jorge Lombardi y la UI 4 a cargo del Arq. Eduardo Crivos.
En 1989 se realizan elecciones internas para elegir los representantes de investigadores, becarios y técnicos del cual surge un nuevo Consejo Científico. Este bajo la dirección del Arq. Elías Rosenfeld y la secretaría técnica a cargo de la Arq. Analía Fernanda Gómez, estuvo conformado por: 
- Estamento Investigadores: Arqs. René Longoni, Helena Carriquiriborde y Fernando Aliata
- Estamento Becarios: Arq. Jorge Daniel Czajkowski
- Estamento Técnicos: Ing. Fernando Romero

Los primeros cuatro proyectos y/o planes de investigación aprobados fueron:
- Recuperación del tejido urbano adyacente al casco histórico de La Plata y su incorporación a la ciudad. Formulación y desarrollo de una estructura de crecimiento de la UI 1.
- La UI 2 poseía proyectos financiados por Secretaría de Energía de la Nación y el CONICET y se le aprobó un plan de trabajos compuesto por cuatro líneas troncales de investigación: Hábitat y energía; Estudios urbanos-regionales; Estudios regionales y Estudios para la producción arquitectónica.
- La UI 3 aprobó dos proyectos: a. Políticas de Vivienda y b. Generación de base de datos destinada a evaluación de sistemas de ejecución de viviendas.
- la UI 4 aprobó el proyecto Vivienda colectiva. Equipamiento área La Plata - Punta Lara.

Hacia 1985 queda constituido formalmente el Instituto de Estudios del Hábitat. 
En 1989 se incorporan siete nuevas unidades de investigación que se suman a las cuatro primigenias. La UI 5 bajo la dirección del Arq. Nestor Bono; la UI 6 bajo la dirección compartida de las Arqs. Helena Carriquiriborde y Olga Rosa Ravella; la UI 8 con los Arqs Carlos Barbachán y Uriel Jáuregui como directores; la UI 9 dirigida por el Arq. Emilio Sessa; la UI 10 bajo la dirección del Arq. René Longoni y la UI 11 con la dirección del Arq. Jorge Togneri. 
A fines de 2008 y como consecuencia de la reforma del Estatuto de la UNLP la Facultad, viendo el crecimiento que tuvo el IDEHAB durante 23 años de funcionamiento, propone abrir la convocatoria para la creación de nuevos institutos, centros y laboratorios.
Desde su creación la dirección del IDEHAB estuvo a cargo del Dr. Arq. Elías Rosenfeld y a partir del año 2003 se crea la figura del codirector que es ocupada por el Dr. Arq. Fernando Aliata.

## Funciones
- Entender en los planes generales de Investigación acorde a las líneas y problemas prioritados por las políticas de la FAU
- Planificar las Investigaciones que se ejecuten en su ámbito
- Promover las pautas organizativas y metodológicas para garantizar una adecuada racionalidad en el conjunto de las actividades investigativas de la FAU.
- Ejercer la supervisión y efectuar controles técnicos que aseguren el cumplimiento de políticas y metas establecidas.
- Colaborar en la planificación y en la ejecución de las Investigaciones que se realicen en el ámbito de las Unidades Académicas habilitadas para la Investigación.
- Formar y sostener la capacitación continuada de los recursos humanos y materiales para la Investigación científica en la FAU.

## Objetivos
- Organizar el sistema de la Información sobre el tema del hábitat, tanto a nivel nacional como latinoamericano.
- Ejecutar aquellos proyectos de interés estratégico (especialmente Investigaciones básicas) que no puedan ser asumidas por las Unidades de Investigación.
- Apoyar la actividad del IDEHAB en su conjunto a través de los programas docentes de posgrado y extensión que permitan la formación de recursos humanos de Investigación.
- Desarrollar o impartir curso de posgrado como una carrera de Investigador de la FAU.
- Estimular la interacción entre el IDEHAB y las cátedras a efectos de fundamentar el avance cualitativo en las tareas de formación de grado y posibilitar que la Investigación sea una tarea regular del ejercicio de la disciplina.
- Estimular la integración de los graduados y alumnos interesados en las tareas de Investigación, en el alcance del conocimiento en general y de las disciplinas de nuestra incumbencia en particular.

## Unidades de Investigación
Desde su creación y por concurso nacional se crearon diez Unidades de Investigación que crecieron con el correr de los años:
Unidad de Investigación N.º 2. Director: Arq. Elías ROSENFELD. Línea de Investigación: Hábitat y Energía | Gestión Inteligente
Unidad de Investigación N.º 3. Director: Arq. Jorge LOMBARDI. Línea de Investigación: Tecnología, política y gestión de vivienda
Unidad de Investigación N.º 5. Director: Arq. Néstor BONO. Línea de Investigación: Estudios Territoriales, Urbanos y Regionales.
Unidad de Investigación Nº6a. Directora: Arq. Helena CARRIQUIRIBORDE. Línea de Investigación: Transporte y Dinámicas Territoriales.
Unidad de Investigación Nº6b. Director: Arq. Olga RAVELLA. Línea de Investigación: Territorio-Ciudad-Ambiente y Paisaje-Medio Ambiente y Ciudad.
Unidad de Investigación N.º 7. Director: Arq. Fernando GANDOLFI. Línea de Investigación: Historia de la Arquitectura y la Ciudad en Argentina; Historia del Territorio y el Paisaje en el Área Pampeana Siglo XIX
Unidad de Investigación N.º 8. Director: Arq. Uriel JÁUREGUI. Línea de Investigación: Innovación tecnológica en la construcción arquitectónica; Industrialización de la construcción para el alojamiento de los “sin casa”; El alojamiento fuera de la lógica del mercado, entendido como prestación universal; Taller- Estudio de Innovación tecnológica en el que se integren diseñadores-productores y usuarios.
Unidad de Investigación N.º 9. Director: Arq. Emilio SESSA. Línea de Investigación: Vivienda, Diseño y Proyecto.
Unidad de Investigación Nº10. Director: Arq. René LONGONI. Línea de Investigación: Historia de la Arquitectura y Urbanismo en la Provincia de Buenos Aires, siglos XIX y XX.
Unidad de Investigación Nº11. Supervisada por el Arq. Carlos BARBACHAN. Línea de Investigación: Proceso de aprendizaje de la arquitectura: Complejidad e Interdisciplina.
Unidad de Investigación Nº12. Director: Arq. Viviana SCHAPOSNIK. Línea de Investigación: Proyectual. Ambiente Construido - Globalización

## La reestructuración
A partir de 2009 surgen nuevas estructuras de investigación a partir de la libre reorganización de las antiguas Unidades de Investigación y de sus investigadores. Se crean dos Institutos, dos Centros y cuatro Laboratorios .

### Institutos
- Instituto de Investigaciones y Políticas del Ambiente Construido (IIPAC). 
  - Director: Dr. Arq. Gustavo San Juan. Sub-director: MSc. Lic. Jorge Karol.
- Instituto de Investigaciones en Historia, Teoría y Praxis de la Arquitectura y la Ciudad (HITEPAC). 
  - Director: Arq. Fernando Gandolfi. Sub-director: Dr. Arq. Fernando Aliata.

### Centros
- Centro de Investigaciones Urbanas y Territoriales (CIUyT). 
  - Director: Arq. Néstor Omar Bono. Subdirectora: Arq. Isabel López.
- Centro Interdisciplinario de Estudios Complejos. 
  - Directora: Arq. Helena Carriquiriborde. Sub-director: Arq. Uriel Jauregui.

### Laboratorios
- Laboratorio de Arquitectura y Hábitat Sustentable (LAyHS). 
  - Director: Dr. Ing-Arq. Jorge Daniel Czajkowski
- Laboratorio de Tecnología y Gestión Habitacional. 
  - Director: Arq. Jorge Alberto Lombardi.
- Laboratorio de Investigación Proyectual. 
  - Directora: Arq. Viviana Schaposnik
- Laboratorio de Investigación en Teoría y Práctica Arquitectónica. 
  - Director: Arq. Emilio Tomás Sessa.

## Enlaces
- Antiguo sitio del IDEHAB.
- Facultad de Arquitectura y Urbanismo (UNLP).
- Secretaría de Ciencia y Técnica (UNLP).
- Universidad Nacional de La Plata.
- Revista Estudios del Hábitat
- Portal de Revistas Científicas de la UNLP. Revista Estudios del Hábitat

- Datos: Q5918192